# Кічак Ігор Йосипович
Ігор Йосипович Кічак (12 грудня 1930, Коломия — 6 вересня 2014, так само) — коломийський діяч українського національного руху, член ОУН, жертва радянських таборів, публіцист.

## Життєпис
Народився Ігор Кічак 12 грудня 1930 року в Коломиї в патріотичній родині. Його батько Йосип Кічак під час німецької окупації у 1941 році був очільником друкарні «Воля Покуття».
Навчався в приватному навчальному закладі «Рідна школа», Коломийській ґімназії та Коломийській середній школі № 1 в часи СРСР. Із підліткового віку читав книжки Дмитра Донцова, журнал «Ідея і чин», досконало знав «Історію України» Дмитра Дорошенка, працю Омеляна Терлецького «Визвольна боротьба українського народу».
У 1948 році приєднався до Організації Українських Націоналістів, з 25 липня 1948 року отримав псевдо «Сокіл», вступивши в українське підпілля та ставши провідником Юнацтва ОУН до 1951 року.
Упродовж 1949—1951 років навчався в історичному факультеті Чернівецького університету. У жовтні 1950 року в загиблого окружного провідника «Бориса» енкаведисти вилучили листа Кічака з описом березневої 1950 року облави, вчиненої окупаційною владою в Коломиї. Хоча лист був підписаний псевдонімом «С-18», та за його змістом визначили автора. Заарештований 28 січня 1951 року в Коломиї, коли приїхав на канікули після зимової сесії.
12 січня 1952 року Військовий трибунал військ МГБ Станіславської області засудив К. до 25 років ув'язнення за ст. 54-1а, 54-11, 54-10 ч. 2 КК УРСР. Карався в таборах Воркути. Там з Ярославом Зваричем, Василем Палашовським і Володимиром Юрківим видавав рукописний «Бюлетень українського політвיязня». З памיяті написав нарис з історії України, який ходив по руках (один список, зроблений іншою рукою, згодом був вилучений у Білій Церкві). 1955 року написав велику статтю «Що таке совєцька влада?» Того ж року його строк покарання був скорочений до 10 років ув'язнення. У 1958 році переведений в Тайшет, де сидів разом із Данилом Шумуком, Петром Дужим, Михайлом Сорокою. Був звільнений 28 жовтня 1958 року із забороною повернення на захід України, тому працював у Миколаївській області спершу, потім був в Дніпропетровській, Кіровоградській областях на роботах у радгоспах, у колгоспах.
У березні 1960 року написав листа троюрідній сестрі, студентці Чернівецького університету Оксані Горбачевській через її маму. У тім листі Кічак у зв'язку із вбивством Степана Бандери написав, що «великі політичні вбивства нічого не спинили і не відвернули ходи історії. Вбивства Петлюри і Коновальця нічого не спинили в українському визвольному русі». Через необачність мами студентки лист був вилучений під час обшуку в гуртожитку. 9 квітня 1960 року був заарештований у міста Васильківка на Дніпропетровщині. До справи були долучені його листи до батьків 1955 року та директорові школи Ользі Ганзині від 1957 року, а також відіслані з Воркути дві поштові відкритки з написами: «Христос воскрес! — Воскресне Україна! 1917—1956». 23 червня 1960 року Кічак був засуджений за «антирадянську агітацію і пропаганду» до 10 років ув'язнення за ст. 7, п. 2 Закону СРСР від 25.12.1958 р. «Про кримінальну відповідальність за державні злочини». Карався в Мордовії в таборі № 7. Спілкувався з Левком Лук'яненком, якому читав з пам'яті «Декалог» ті інші документи ОУН. Зблизився з доктором Володимиром Горбовим. Із впровадженням 1962 року режимів, переведений у табір № 10 особливого режиму, де, як особливо небезпечний рецидивіст, провів у камерах 8 років. Працював токарем. Дружив там з повстанцями Дмитром Синяком, Олексою Воденюком.
Звільнений у квітні 1970 року. Повернувся в Коломию до батьків. Працював електрозварювальником на заводі.
1982 року написав статтю «Ще раз про одну загадку в нашій історії», де розглядав питання про значення і походження назв «анти» і «Троянь». Подав її до журналу «Жовтень», але в квітні 1983 року про неї з К. розмовляв капітан КГБ Петренко, у серпні — майор Маслій. Друга стаття, про 2500-ліття Сколотської держави, послана до «Жовтня», теж була відхилена через втручання КГБ.
24 грудня 1983 року увечері невідомі освітили Ігору Кічаку обличчя і обдали хмарою стафілококів, що викликало бактеріальний шок (лжеінфаркт). Врятував Кічаку вчасний аналіз та переливання крові. Тоді він повідомив до Лондона, щоб публікували його статті. У ч. 2 1984 р. журналу «Визвольний шлях» та в ч. 2 журналу «Авангард» (Нью-Йорк) опублікували статтю «2500-ліття Сколотської держави», а в ч. 5 «Визвольного шляху» — «Ще раз про одну загадку в нашій історії».
Під час відпустки в серпні 1984 року Кічаку до хати була підкинута оунівська література, яку він вчасно виявив. З настанням перебудови провокації припинилися.
У 1988—1990 роках Кічак — співредактор (з Дмитром Гриньківим, Тарасом Мельничуком та Остапом Качуром) літературно-громадського альманаху «Карби гір», у якому редагував відділ літературної критики і публіцистики «Золоті ворота»; у 1990—1995 роках — співредактор (з ними ж) газети Коломийської міськрайоної організації УРП «На переломі»; у 1995—1997 роках — співредактор (з Ярославом Свірнюком і Галиною Дрібнюк) газети Коломийської міськрайонної організації КУНу «Воля нації».
У 1988—1994 роках — учасник семінару з вивчення «Слова о полку Ігоревім» під керівництвом проф. Павла Охріменка в м. Суми. Опубліковані статті у збірниках матеріалів наукових конференцій з вивчення «Слова» у Сумах 1988, 1990 р. («Троянь» — перша самоназва території сучасної України) і 1994 р. У «Слово»-знавстві запропонував арґументацію авторства князя Святослава Ольговича Рильського, встановив участь у поході малолітнього Святослава Ігоревича (на підставі Лаврентіївського літопису), час написання «Слова» в два етапи — влітку 1185 р. в половецькому полоні і дві останні частини після повернення автора з полону у вересні 1188 р. (на підставі Іпатіївського літопису), і розуміння назви Троянь як держави, що відома як антська. У листопаді 1988 р. на Пיятому Зיїзді Світового Українського Визвольного Фронту в Тороното Голова Проводу ОУН Василь Олеськів назвав Ігоря Кічака між іменами Михайла Брайчевського і Євгена Крамара як дослідників «у великому стратегічному плані відвоювання нашої старинної історії» («Визвольний шлях», 1989, ч. 3, с. 314)
17 вересня 1991 року був реабілітований.
Кічак був членом Всеукраїнського товариства політичних в'язнів та репресованих, Всеукраїнського братства ОУН-УПА.
У 2012 році була видана його книжка «З війни за душі українців…»
Помер 6 вересня 2014 року в Коломиї.